# Manarola
Manarola (Manaea på den lokala dialekten) är en liten by, en frazione, i kommunen Riomaggiore i provinsen La Spezia i Ligurien i norra Italien. Den är den näst minsta av de berömda byarna i Cinque Terre.